# 小行星5666
小行星5666（英語：5666 Rabelais）是一颗围绕太阳公转的小行星。1982年10月14日，柳德米拉·卡拉季奇在克里米亚发现了此天体。
这颗小行星的绝对星等为252.5999060047181等。